# Тя носеше жълта панделка
„Тя носеше жълта панделка“ (на английски: She Wore a Yellow Ribbon) е американски игрален филм уестърн, излязъл по екраните през 1949 година, режисиран от Джон Форд с участието на Джон Уейн и Джоан Дрю в главните роли.

## Сюжет
След като 7-а кавалерия на Къстър е унищожена край река Литъл Бигхорн, всички очакват най-лошото. На капитан Нейтън Бритълс е заповядано да прибере патрулите, но в същото време трябва да ескортира Аби Олшърд - съпругата на командира на форта и племенницата ѝ - г-ца Оливия Дендридж, до най-близката спирка на дилижанс, за да се евакуират на безопасно място. На Бритълс му остават само няколко дни до пенсия/уволнение, а Оливия е запленила сърцата и умовете на двама млади офицери от ротата - лейтенант Флинт Кохил, и младши лейтенант Рос Пенел. Тя връзва косата си с жълта панделка - знак, че любимият ѝ е в кавалерията, но не желае да каже за кого я носи.

## В ролите
| Актьор           | Роля                   |
| ---------------- | ---------------------- |
| Джон Уейн        | Капитан Нейтън Бритълс |
| Джоан Дрю        | Оливия Дендридж        |
| Джон Агар        | Лейтенант Флинт Кохил  |
| Гари Кери младши | Лейтенант Рос Пенел    |
| Бен Джонсън      | Сержант Тайри          |
| Виктор Маклаглън | Сержант Куинкенън      |
| Милдред Натуик   | Аби Олшърд             |
| Джордж О’Брайън  | майор Мак Олшърд       |